# A.D. La guerre de l'ombre
 (juin 2020).
Si vous disposez d'ouvrages ou d'articles de référence ou si vous connaissez des sites web de qualité traitant du thème abordé ici, merci de compléter l'article en donnant les références utiles à sa vérifiabilité et en les liant à la section « Notes et références ».
Pour plus de détails, voir Fiche technique et Distribution.
A.D. La guerre de l'ombre est un téléfilm français réalisé par Laurence Katrian en 2008 et diffusé en 2010 sur TF1.

## Synopsis
La traque du groupe terroriste Action directe par la police française de 1979 à 1987.
C'est la thèse que soutiennent les journalistes Romain Icard et Dominique Lorentz. Le nom de l'Iran, que le contentieux Eurodif opposait à la France, est souvent cité. Cette thèse, considérée comme vraisemblable par Gilles Ménage (ancien directeur de cabinet de François Mitterrand chargé des questions de renseignement, de police et de sécurité), se fonde notamment sur le fait que Georges Besse, assassiné par Action directe, avait été président d'Eurodif. Le juge Alain Marsaud a indiqué par ailleurs qu'au moment de leur arrestation les responsables du groupe (Jean-Marc Rouillan, Nathalie Ménigon, Joëlle Aubron et Georges Cipriani) projetaient d'enlever et de séquestrer le président d'Eurodif. Yves Bonnet, ancien directeur de la DST, se dit convaincu qu'Action directe a été commanditée pour certains assassinats ; il se fonde notamment sur la proximité de Mohand Hamami, militant du groupe, avec les Fractions armées révolutionnaires libanaises (FARL)
.

## Fiche technique
- Titre : A.D. La guerre de l'ombre
- Réalisation : Laurence Katrian
- Scénario : Laurence Katrian, Claude-Michel Rome et Catherine Touzet
- Musique : Frédéric Porte
- Son : Eric Bizet et Antoine Mazan
- Décors : Isabelle Quillard
- Costumes : Cécile Dulac et Chouchane Tcherpachian
- Photographie : Kika Ungaro (parue comme « Chicca Ungaro »)
- Montage : Sophie Cornu
- Production exécutive : Jean-Baptiste Leclère
- Production : Alain Pancrazi
- Société de production : PM Holding
- Société de distribution : TF1
- Pays d'origine :  France
- Langue originale : français
- Budget : 4 000 000 €[2]
- Genre : drame
- Durée : 60 minutes
- Dates de sortie :
  -  France : 8 février 2008 (première au Festival du film de télévision de Luchon[3])
  -  France : 9 décembre 2010 (première diffusion sur TF1)[1]

## Distribution
- Jean-Hugues Anglade : Procureur Mattéi (personnage du juge Jean-Louis Bruguière)
- Jérôme Kircher : Dedecker
- Lionnel Astier : Kerdjian
- Maria Schneider : Donatienne Klein (personnage d'Helyette Bess)
- Dimitri Storoge : Régis Schleicher
- Mika Tard : Nathalie Ménigon
- Vincent Colombe : Fayard
- Sören Prévost : Jean-Marc Rouillan
- Florence d'Azémar : Joëlle Aubron
- Stéphane Algoud : Georges Cipriani
- Marianne Basler : Raphaëlle Mattéi
- Coralie Dedykere : Frédérique
- Charles Hurez : Yann Forgeat
- Philippe Hérisson : Le Guern
- Édith Le Merdy : Greffière Berkowitz
- Philippe Magnan : Procureur Berthier

## Diffusion
Le téléfilm tardera plus de deux ans après sa réalisation à être diffusé sur une chaîne de télévision. Il est finalement programmé par TF1, la nuit du 8 au 9 décembre, à 2h30 du matin. La décision de diffuser une série sur un sujet polémique dans un créneau horaire peu accessible suscite des théories de censure,, ainsi que des critiques aux changements de direction de TF1.

## Distinctions
Le téléfilm a reçu le Grand Prix de la mini-série au Festival du film de télévision de Luchon, en 2008.